# Кононенко Валерія Олександрівна
Вале́рія Олекса́ндрівна Кононе́нко (* 1990) — українська велогонщиця. Чемпіонка України та Європи. Майстер спорту України міжнародного класу.

## З життєпису
Народилась 1990 року в місті Донецьк. Входить в склад жіночої шосейної велокоманди «Ciclotel». У минулому виступала за італійську велокоманду «S.C. Michela Fanini Rox» та українську «Lviv Cycling Team».
Учасниця кількох чемпіонатів світу з шосейного та трекового велоспорту.
Багаторазова чемпіонка та призерка чемпіонатів України з шосейного та трекового велоспорту.

### Участь та досягнення
Шосе
- 2007
  - Чемпіонка Європи серед юніорів в індивідуальній гонці
  - Віце-чемпіонка світу серед юніорів у індивідуальній гонці
- 2008
  - Чемпіонка Європи серед юніорів в індивідуальній гонці
  - Віце-чемпіонка Європи серед юніорів у груповій гонці
  - Віце-чемпіонка світу серед юніорів у індивідуальній гонці
- 2009
  - 7-е місце на Чемпіонаті Європи в індивідуальній гонці U23
- 2013
  - Чемпіонка України в індивідуальній гонці
  - 22-а на Чемпіонаті світу в індивідуальних перегонах
- 2014
  - Срібна призерка чемпіонату України в індивідуальній гонці
  - Срібна призерка чемпіонату України у груповій гонці
- 2016
  - Переможниця Race Horizon Park — VR Women ITT
  - 2-е місце на 2-му етапі Тура Сан-Луїса (Аргентина)
- 2017
  - 3-є місце на Рейс Горизонт Парк — VR Women ITT
- 2018
  - Чемпіонка України в індивідуальній гонці
  - 2-ге місце на Рейс Горизонт Парк — VR Women ITT
  - Бронзова призерка чемпіонату України у груповій гонці
- 2019
  - Чемпіонка України в індивідуальній гонці
  - Переможниця Рейс Горизонт Парк — VR Women ITT
  - Срібна призерка чемпіонату України у груповій гонці
- 2020
  - Срібна призерка чемпіонату України в індивідуальній гонці
  - Переможниця Grand Prix Cappadocia
  - Переможниця Grand Prix Velo Erciyes
  - 2-ге місце на Grand Prix Mount Erciyes
  - 2-ге місце на Grand Prix Central Anatolia

Трек
- 2013
  - 16-те місце на чемпіонаті світу в гонці з очків
  - 2-ге місце на етапі кубка світу Агускальєнтесе (Мексика) у командних перегонах-переслідуванні
- 2014
  - Бронзова призерка Copa Internactional de Pista у гонці за очками
  - 19-те місце на чемпіонаті світу в гонці за балами
- 2015
  - Чемпіонка України у гонці-переслідуванні
  - Срібна призерка чемпіонату України у омніумі
  - Чемпіонка України в гонці за балами
- 2017
  - Срібна призерка чемпіонату України у гонці-переслідуванні
  - Срібна призерка чемпіонату України у омніумі
  - Чемпіонка України у командних гонках-переслідуванні